# Gibson J-160E
Gibson J-160E är en av de första halvakustiska gitarrerna som produceras av Gibson.
J-160E var Gibsons andra försök att skapa en halvakustisk gitarrer (den första var CF-100E med sin lilla kropp). Grundtanken bakom gitarren var att få plats med en gitarrmikrofon på en normalstor akustisk gitarr. För att förstärka gitarren installerades därför en single coil  pickup (en P-90 utan kåpa) precis över ljudhålet. Gitarren har en volymratt och en tonratt.

## Kända användare
John Lennon och George Harrison använde ofta en J-160E med The Beatles, både på scen och i studion. Gibson producerar även en John Lennon J-160E Peace model, baserad på den J-160E som han använde under sina dagar i sängen för fred 1969.